# Executive Outcomes
A Executive Outcomes era uma empresa militar privada fundada na África do Sul, pelo ex-militar sul-africano Eeben Barlow em 1989. A organização providenciava ajuda com pessoal militar, treinamento e apoio logístico para os governos reconhecidos oficialmente. Eles foram, contudo, muitas vezes acusados de fornecer ajuda militar para corporações em troca de controle sobre os recursos naturais em Estados falidos, como Serra Leoa. Sempre que a assistência foi dada às empresas em áreas de conflito, a Executive Outcomes alegava ter tido a aprovação do governo local para prestar essa assistência.